# Kaple Krista na hoře Olivetské (Brno)
Kaple Krista na hoře Olivetské je raně barokní stavba nacházející se v areálu bývalého kláštera františkánek, později voršilek, v Brně na Josefské ulici. Je chráněna jako kulturní památka.

## Historie
Historie kaple je těsně spjatá s klášterem františkánek, které se z důvodu obléhání města musely uchýlit uvnitř městských hradeb. Budování kláštera probíhalo od roku 1655. Na počátku 70. let 17. století již jeptišky disponovaly rozsáhlými majetky. Z této doby pochází i stavba kaple, která v té době sloužila zřejmě jako pohřební. Prameny zmiňují zasvěcení sv. Máří Magdaléně. Po zrušení kláštera reformami císaře Josefa II. v roce 1782 ho převzal řád sv. Voršily, který ho spravoval až do svého zrušení v 50. letech 20. století. Poté se budovy dostávají do užívání Technického muzea v Brně, které zde vybudovalo své expozice. To nechalo zrekonstruovat i již značně zdevastovanou kapli. Tou dobou sloužil svatostánek starokatolické církvi. Po revoluci byly pozemky kláštera s kostelem navráceny řádu voršilek. Ten později budovy konventu prodal brněnskému biskupství, které ho pronajímá komerčním účelům. Kaple není běžně přístupná veřejnosti. Během Noci kostelů roku 2021 byla po dlouhé době otevřena k nahlédnutí. V budoucnosti se plánuje revitalizace celého areálu včetně zahrady s kaplí.

## Architektura
Kaple má obdélný půdorys s půlkruhovým závěrem a sedlovou střechou. Boční stěny jsou členěny mělkými pilastry a půlkruhově zakončenými okny. Celou stavbu obíhá profilovaná kordonová římsa. Západní průčelí je členěno pilastry. Po stranách obdélného vchodu se nachází niky s konchou s reliéfní mušlí, zakončené trojúhelníkovým frontonem. Nad vchodem je vyveden ve štuku rámovaný akanty Dietrichsteinský erb ve spojení se znakem františkánů. Nad erbem se nachází termové okno s profilovanou šambránou. Završení kaple je tvořeno trojúhelníkovým štítem s reliéfem hlavičky andílka a volutovým zakončením, na kterých stojí dvojice obelisků. Uprostřed se nachází kruhové okno. Celou stavbu korunuje dvojramenný kříž. Interiér je zaklenut valenou klenbou s výsečemi nasedající na pilastry.

## Interiér

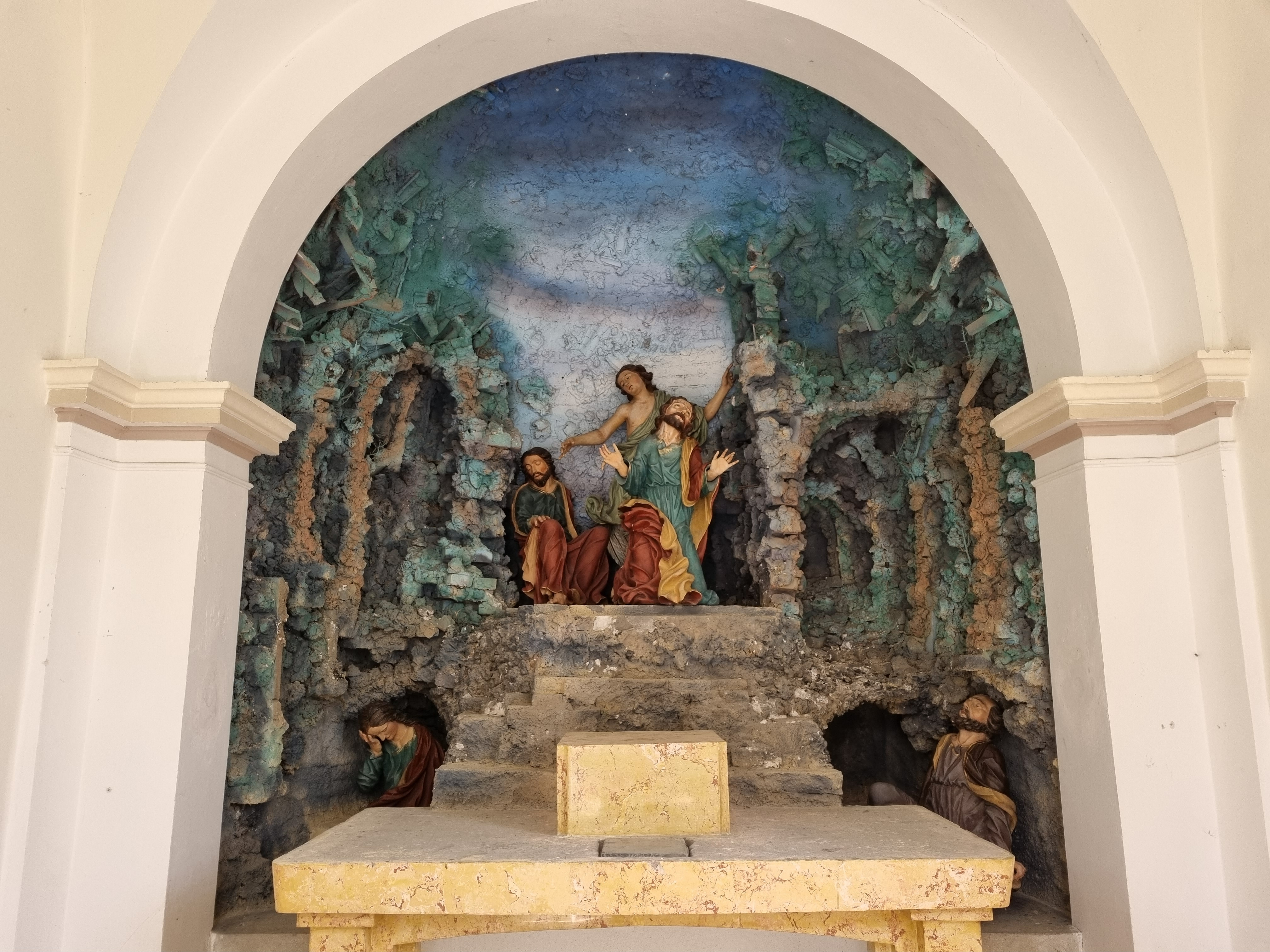
Interiér kaple s Olivetskou horou

Původní zařízení kaple se nedochovalo. V současnosti[kdy?] je ve východní stěně vytvořena imitace jeskynní výzdoby, tzv. grotta. Ve výklencích jsou umístěny sochy znázorňující modlícího se Krista před andělem a spícími apoštoly. V popředí stojí mramorovaný oltářní stůl s nikou. Toto uspořádaní interiéru pochází pravděpodobně z období převzetí kláštera voršilkami, případně až z 20. století. Z této doby pochází i současné pojmenování kaple.

## Zajímavost

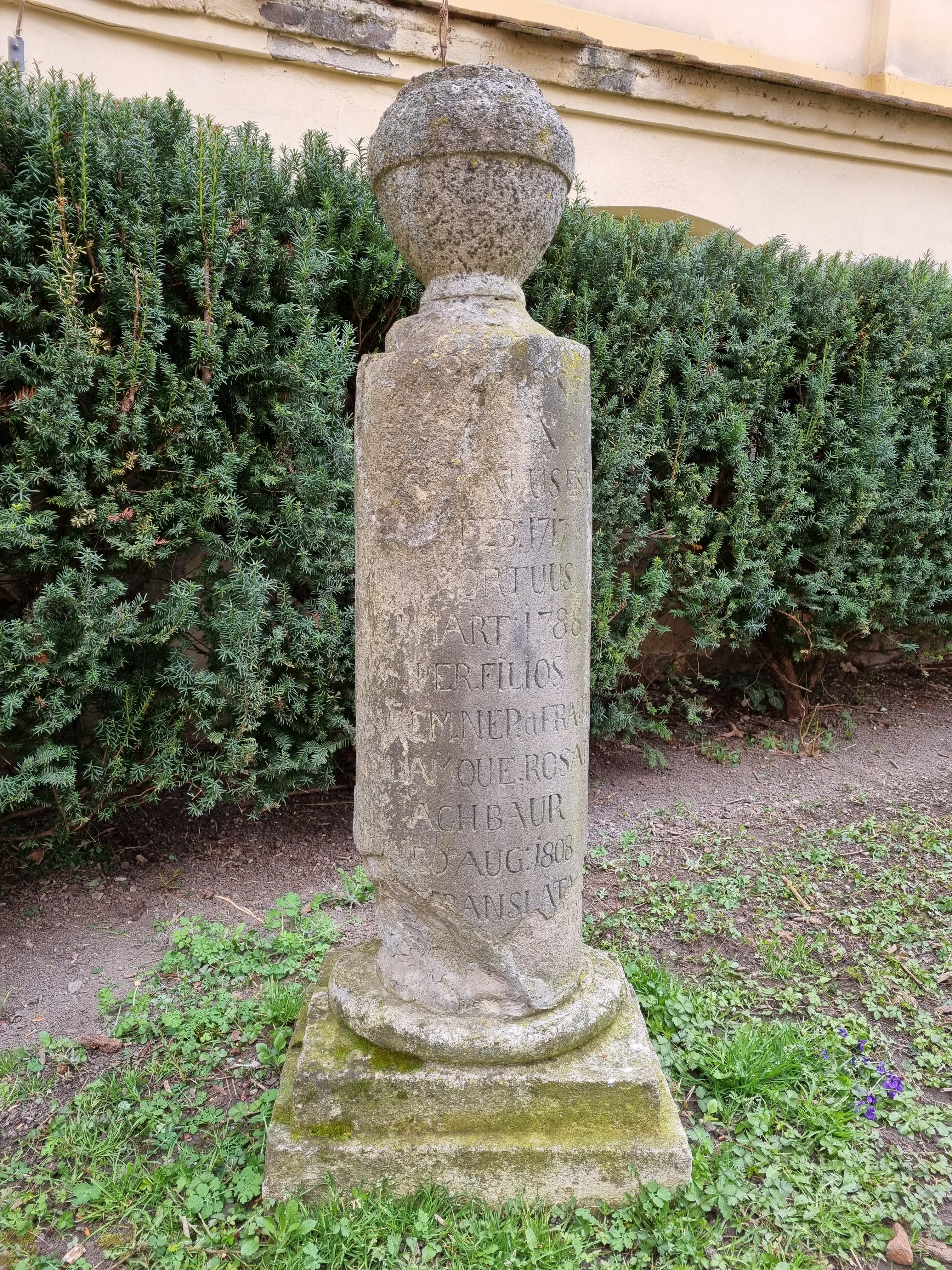
Náhrobek Josefa Achbauera (1717–1788).

Na jižní straně kaple se těsně u živého plotu nachází nenápadná památka sepulkrálního umění. Jedná se o náhrobek brněnského zlatníka Josefa Achbauera, narozeného (17.) února 1717 a zemřelého 21. března 1788. Zlatník Achbauer je zmíněn v souvislosti s odhadem předmětů moravských klášterů zrušených reformami Josefa II. na konci 19. století. Náhrobek z dnes již značně zvětralého (vápence) má podobu štíhlého sloupu zakončeného vázou. Na přední straně je částečně opadaný latinsky psaný nápis s datem narození, úmrtí, a dozvídáme se, že při skonu byli přítomni děti Jan Nepomuk a dcera Róza, a že byl pravděpodobně přepohřben 6. srpna 1808. Strana obrácená k živému plotu obsahuje (díky nepřístupné poloze) nečitelný text. Umístění náhrobku není původní. Pochází pravděpodobně ze zaniklého městského hřbitova na dnešní Kounicově ulici.